# 음모발생
음모발생 또는 치모발생(pubarche, /ˈpjuːˌbɑːrki/)은 사춘기에 처음으로 음모 (생리학)가 나타나는 것을 말하며 사춘기의 시작을 의미하기도 한다. 이는 사춘기의 신체적 변화 중 하나이며 완전한 사춘기와는 독립적으로 발생할 수 있다. 아드레나르체(adrenarche)라고도 알려진 성적 성숙의 초기 단계는 음모, 겨드랑이 털, 성인 아포크린 체취, 여드름, 머리카락과 피부의 기름기 증가 등의 특징으로 나타난다. 아동 및 청소년 건강 백과사전에서는 SMR2(성적 성숙 등급)를 음모와 일치시키며, 이를 여성의 경우 평균 11.6세(범위 9.3~13.9세), 남성의 경우 12.6세(범위)에 발생하는 음모의 발달로 정의한다. 10.7~14.5세).
한 연구에서는 유방 발달만으로 사춘기가 시작되는 시기 또는 음모 발달만으로 사춘기가 시작되는 사춘기 시기가 진정한 사춘기 발달을 나타내는지 여부를 조사했다. 이 연구는 관찰적이고 종단적인 코호트 연구이다. 연구 코호트는 10년 동안 매년 목격된 흑인과 백인 소녀 그룹으로 제한된다. 사춘기가 진정한 사춘기 성숙을 나타낼 수 있다는 연구 결과가 나왔다.

## 같이 보기
- 안드로겐
- 초경
- 사춘기